# Block B
Block B (Hangul: 블락비) er et sydkoreansk boyband dannet af Cho PD under hans selskab, Brand New Stadom, som efter en kontrovers flyttede til et nyt selskab, Seven Seasons. 
Gruppen består af syv medlemmer: Leder og rapper Zico (Woo Jiho), forsanger Lee Taeil, danser B-Bomb (Lee Minhyuk), vokalist Ahn Jaehyo, danser U-Kwon (Kim Yukwon), rapper Park Kyung og yngste rapper P.O (Pyo Jihoon). Medlemmerne af Block B har erfaring med dans, komponering og sang. Block B er en forkortelse af begrebet Blockbuster. Gruppen har sine rødder i hip hop, men har forgrenet sig ud i forskellige genrer.
Den 15. april 2011 havde Block B debut på KBS Music Bank med singlen "Freeze!" ("그대로 멈춰라!").